# 春田派
春田派（はるたは）は、室町時代中期から江戸時代にかけて活動した大和国（現奈良県）発祥の甲冑師集団の系統。
その源流は朝廷と関係があった工人とみられ、室町期に諸国に招かれ、京都・駿河国・尾張国・加賀国・出雲国など（中国から中部にかけて）分布していき、阿古陀形兜を作った派として知られている。
室町末期（戦国期）、兜をも自ら鍛えたことから銘を切るようになり、明珍や早乙女派もこれにならって鉄地に銘を切るようになったため、古くから認知度があった。
主な甲冑師として、春田光信、光定、宗次、勝定、勝光、毎幹、広次、栄寛、正嗣がいる。
作品として、春田光定が脇坂安治（賤ヶ岳の七本槍の1人）の兜「鉄錆地置手拭形兜（かなさびじおきてぬぐいがた-）」を製作している。